# ようこそ女たちの王国へ
『ようこそ女たちの王国へ』（ようこそおんなたちのおうこくへ、A Brother's Price）は、ウェン・スペンサーの長編SF小説。日本語訳は赤尾秀子。

## あらすじ
ウィスラー家の長男ジェリンはもうすぐ16歳。この世界では結婚適齢期で、もうすぐ婿入りする。婿入りは姉たちの夫となる人物と交換されるため、慎重に進められていた。ある日、ジェリンは盗賊に襲われていた娘を助けるが、彼女は王女の1人オディーリアだった。迎えに来た王家の長姉（エルデスト）レンセラー王女とオディーリアは、生来の美貌に加えて心優しいジェリンにひと目惚れし、ぜひ夫にと熱望する。
宮廷に帰ったレンセラーは母の女王にジェリンを婿にしたいと希望するが、女王は妹のトリニによる反対を聞き入れず前夫のカイファーを夫にした結果、結婚生活が破滅してしまった経緯を持つため、今度は姉妹全員の賛成が必要だと条件を突きつける。
そこで、レンセラーはジェリンと姉妹数人をまず王女救出のお礼ということで城に招待し、妹たちに紹介する。リリアはジェリンを気に入り、キスするように求める。男性不信であったトリニも、幼い妹たちを上手くあやすジェリンの扱いから警戒心を解き、惹かれるようになる。また、随行していたエルデストは王女の従兄弟のカレンを気に入り、婿にすることに決める。
やがて、レンの義姉キジに狙われたジェリンは拉致されてしまうが、ウィスラー家の長姉とシラのおかげで無事に助けられ、ジェリンは王女たちと結婚式を挙げるのだった。

## 世界観
架空の国が舞台で、極端に男性が少ないこの世界では、当然ながら女王が統治し、軍隊や農家なども女系中心の世界となっている。一方、数の少ない男性は貴重で、財産の一部とされている。人さらいに高値で売れるため、誘拐や強姦などの脅威にさらされている。また、売春宿には多くの男娼がいる。売春宿や国には性病が流行しており、物語にはそれが一つのキーとなっている。男性同士では会うことほとんどなく、家事や育児を行う。例外は祭りの日で、この日のみ男性同士で会話することがある。結婚は、家同士の兄弟を交換するか、もしくは男を購入して姉妹で夫を共有する一夫多妻制が一般的な方法とされている。
時代背景としては銃や性病検査などは存在するが、馬での移動が主である。

## 登場人物

### ウィスラー家
ジェリンの祖母は戦争が始まると密偵として雇われた後に騎士となり、土地を賜って引退した。その時の戦争で敵の国の王子を拉致して夫にしたため、一族の血統は良い。また、2世代で7人の男子がいるという、親や祖父しか男性と会わない人間もいるこの世界にしてはかなりの男子出産率の高さの家系である。農家であるが、軍人の訓練をしている。
ジェリン
本作の主人公。長髪の美男子で、性格は温厚で子供の面倒や料理をよくする。一方で馬術や武芸にも行うなど、この世界の男子としてはおてんばな部分もある。
32人兄弟の長男で、王女を助けたことが縁で、王女たち全員の婿になる。基本的に姉や妹からは大切に育てられ、愛されている。
ウィスラー家の長姉（エルデスト）
長女であり母の代わりに一家を切り盛りする。基本的に家族のために行動するが、一方でジェリンが可愛いらしく、婿入りには王女といえども慎重になる。また、レンセラーがジェリンにキスをしたと聞くと、「あばずれ」と侮辱してしまう。この世界の女性なので武芸もできる。
後にカレンと婚約して、妊娠する。
サマー
姉同様ジェリンを可愛がり、王女を警戒する。一家の中で一番の美人であり、城の招待に着いてくことになる。
コレル
ウィスラー家のトラブルメーカーであり、ジェリンを含めた家族と仲が悪い。近くの農家のバーリンに恋慕している。エルデストら姉が留守にしている際に、家を空けたため、その罰を食らう羽目になる。
ヘリア
ジェリンの妹。ジェリンをさらう盗賊がいたら撃ち殺す、など物騒なことを言うが兄思いである。

### 王族
レンセラー
通称レン。オディーリアを助けに来た王家の長姉（エルデスト）。
ジェリンの魅力に惹かれ、婚前なのに家でキスをしてしまう。その後ジェリンを婿にしようと画策する。
オディーリア
ジェリンが助けた王女。ジェリンの美貌に一目惚れする。
リリア
王女の一人。性的好奇心が強く、カレンとキスをしたこともある。
ジェリンと婚約してからは姉を追い出し、性交渉を望むなど積極的な行動を取る。
トリニ
王女の一人。カイファーに暴力を振るわれたことから男性不信になっており、最初のうちは婚約を嫌がった。しかし、ジェリンに徐々に惹かれ、激しく求めるようになる。
ハリー
行方不明の姉。
ゼリー、クィン、セリーナ、ノーラ、マイラ
レンたちの妹。幼いため、まだ結婚適齢期ではないが、ジェリンの妻となる予定である。

### ブリンドン家
地元の有力農家で、ジェリンの入り婿候補の一つ。姉妹たちは醜く、気性が激しくジェリンはブリンドン家の婿になりたくなかった。
バーリン・ブリンドン
ブリンドン家の長男。サマーなど恋焦がれている。

### ムーアランド家
カレン
レン達、王女のいとこ。
好奇心旺盛な性格で、リリアとキスをしたこともあるが「妹としたみたい」と何も感じなかった。
後にウィスラー家の夫となる。

### ポーター家
キジ・ポーター
カイファーの姉。つまり、レンの義理の姉。ジェリンを狙って、拉致するが失敗し捕まる。
カイファー・ポーター
レンやオディーリアの前夫。既に他界している。
美男子であるが、夫婦とは性交渉は断り、暴力を振るうなど夫婦仲は悪かった。また、宮殿の居室に女を連れ込んでいた。
エルディ・ポーター
キジの娘。父親は売春夫。レンに可愛がられている。後にウィスラー家に引き取られる。

### その他
シラ
港町でジェリンにキスをした女性。実は無宿者と接するためにハリーが変装した姿だった。

## 評価
男女逆転の世界観の設定が斬新だと好評を得ている一方、「なぜ、男子の出生率が低いのか、説明がない」と批判されている。

## 書誌情報
『ようこそ女たちの王国へ』（ハヤカワ文庫SF、ウェン・スペンサー（著）、赤尾秀子（訳）
- 2007年10月発売、ISBN 978-4-15-011639-2